# Kolo od vozu
Galaxie Kolo od vozu (známá také jako Zwickyho elipsa) je čočková galaxie v souhvězdí Sochaře, vzdálená 500 miliónů světelných let. V jejím prstenci o průměru 150 000 světelných let se nachází mnoho oblastí s překotným zrodem hvězd (světle modré oblasti v prstenci na snímku).
Kolo od vozu byla původně spirální galaxie, podobná galaxii Mléčná dráha. Svůj prstencový tvar získala po srážce s menší galaxií. Tato srážka způsobila rázovou vlnu, která se od středu šíří rychlostí 100 km s−1 a která způsobila lavinovitý vznik hvězd v prstenci. Z původních spirál zbyly jen (na snímku viditelné) „loukotě“. Při srážce byla také vyvržena část této galaxie, která je na snímku viditelná jako menší modrá galaxie vpravo.
Pozůstatkem srážky je galaktický most, pozorovaný na vodíkové čáře 21 cm, který spojuje tuto galaxii s jejím narušitelem, vzdáleným 250 000 světelných let.